# 吉米·禾厄爾
吉米·禾厄爾（英語：Jimmy Jewell；1898年—1952年）是一位英格蘭足球主教練，執教諾域治。

## 註腳
1. ↑  .   [2012-05-29]. （原始内容存档于2017-11-07）.